# Кемблово (Вжесінський повіт)
Кемблово (пол. Kębłowo) — село в Польщі, у гміні Мілослав Вжесінського повіту Великопольського воєводства.
Населення — 158 осіб (2011).
У 1975-1998 роках село належало до Познанського воєводства.

## Демографія
Демографічна структура станом на 31 березня 2011 року:
|          | Загалом | Допрацездатний вік | Працездатний вік | Постпрацездатний вік |
| -------- | ------- | ------------------ | ---------------- | -------------------- |
| Чоловіки | 79      | 21                 | 53               | 5                    |
| Жінки    | 79      | 23                 | 48               | 8                    |
| Разом    | 158     | 44                 | 101              | 13                   |